# Рейнеке (посёлок)
Рейнеке — посёлок (с 1948 до 1977 гг. — посёлок городского типа) в Приморском крае России. Подчинён администрации города  Владивостока, входит во Владивостокский городской округ.

## География
Посёлок расположен на северном побережье о́строва Рейнеке в заливе Петра Великого Японского моря, в 25 км к юго-западу от центра Владивостока. Находится на южном берегу пролива Рейнеке, отделяющим одноимённый остров от острова Попова.
Рейнеке является самым южным населённым пунктом Владивостокского городского округа.
Посёлок имеет компактную застройку с квадратно-гнездовой структурой его улиц. Вдоль берега протянулась улица Набережная, у которой расположены основные территории пирсов и рекреационных объектов.
Площадь населённого пункта составляет 3,01 км², из которых жилая зона — 0,05 км², зона лесов — 2,06 км², зона отдыха  — 0,16 км², зоны сельскохозяйственного использования — 0,24 км².

## Население
| 1926 | 1959 | 1970 | 2002 | 2005 | 2007 | 2010 |
| ---- | ---- | ---- | ---- | ---- | ---- | ---- |
| 51   | ↗768 | ↘287 | ↘39  | ↘25  | ↘20  | ↗22  |
| 2016 |      |      |      |      |      |      |
| ↘20  |      |      |      |      |      |      |

Национальный состав
По переписи 2002 года из 39 жителей русские составили 92 % от всего населения посёлка. 

## Инфраструктура
Связь с другими населёнными пунктами городского округа осуществляется по воде, благодаря рейсовым катерам. 
Электричество подаётся на 7 часов в сутки. Имеется несколько магазинов.

## История
В итогах переписи населения 1926 года единственный населённый пункт о́строва Рейнеке имел наименование Павловка, который являлся центром Павловского сельсовета Посьетского района Дальневосточного края. Сельсовету подчинялись населённые места о́строва Попова (База корейская и прочие как территория современного посёлка Попова) и единственное населённое место о́строва Энгельма (ныне безлюдного) — посёлок Трепанголовная база.
Постановлением президиума Владивостокского Совета рабочих, крестьянских и красноармейских депутатов от 15 октября 1934 года был образован Рейнекский поселковый Совет, подчинённый Владивостокскому горсовету. Постановлением президиума Примоблисполкома от 4 июня 1938 года, решением Приморского крайисполкома от 13 января 1948 года, Указом Президиума ВС РСФСР от 2 марта 1948 года на острове Рейнеке был образован посёлок городского типа (рабочий посёлок), а поселковый Совет стал административно подчиняться Ворошиловскому (с ноября 1957 года Первомайскому) райсовету г. Владивостока. Решениями Приморского крайисполкома от 25 февраля 1977 года и Первомайского райисполкома г. Владивостока от 30 марта 1977 года поселковый Совет о. Рейнеке был ликвидирован, рабочий посёлок преобразован в сельский посёлок и передан в административное подчинение Поповскому поселковому Совету.
Посёлок территориально относился к Первомайскому району Владивостока. Решением Думы города Владивостока от 16 декабря 2021 года переподчинён новообразованному административно-территориальному управлению островных территорий  администрации города Владивостока.